# St. Johannes Baptist (Stöttham)

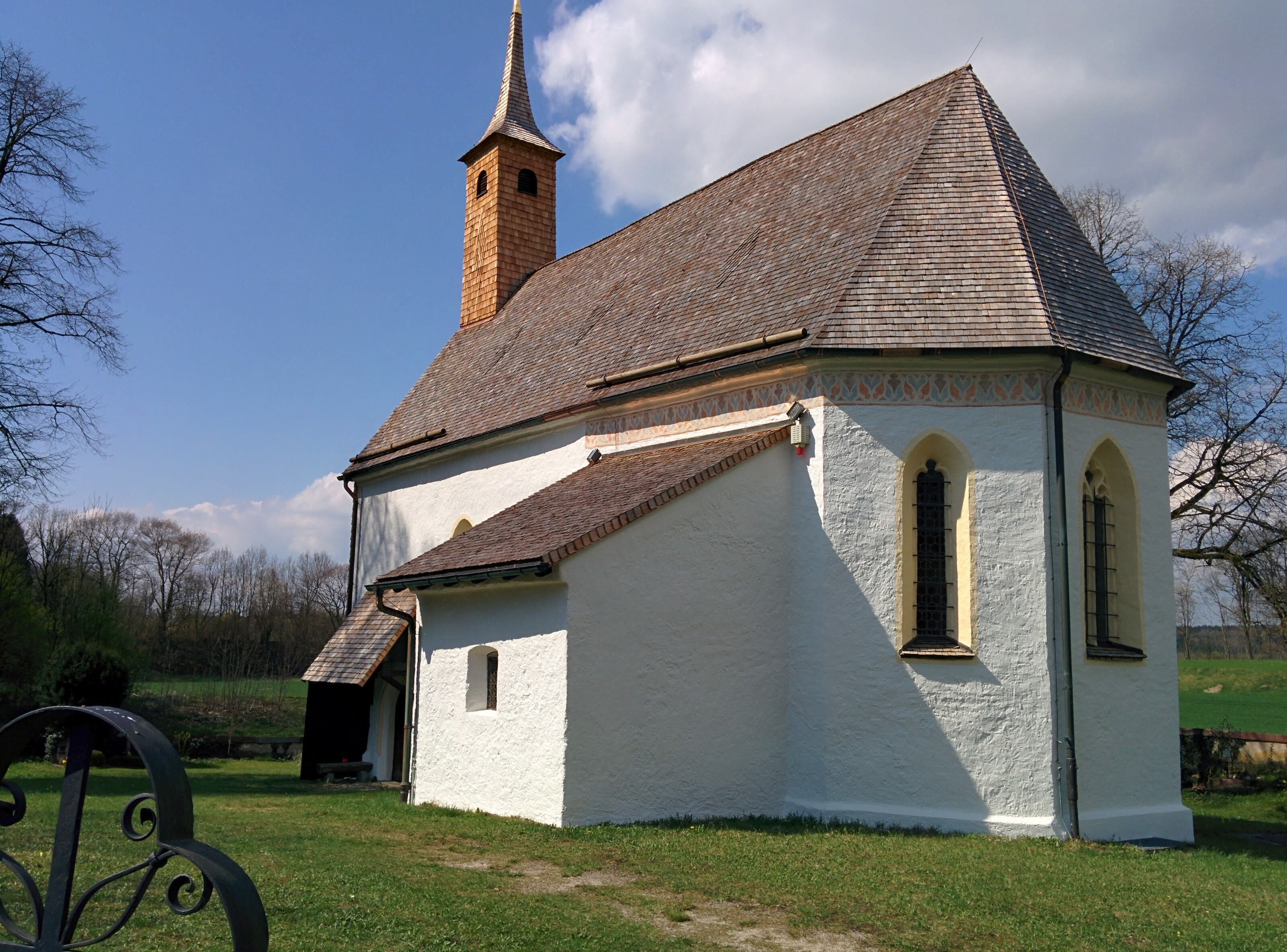
St. Johannes Baptist in Stöttham

Die römisch-katholische Filialkirche St. Johannes Baptist, auch St. Johannes der Täufer, steht im Gemeindeteil Stöttham von Chieming im oberbayerischen Landkreis Traunstein. Sie ist in der Liste der Baudenkmäler in Chieming als Baudenkmal unter der Nr. D-1-89-114-44 eingetragen. Die Kirche gehört zum Dekanat Traunstein im Erzbistum München und Freising.

## Beschreibung
Die spätgotische Saalkirche wurde um 1470 erbaut. Sie besteht aus dem Langhaus zu drei Jochen, dem Chor mit Fünfachtelschluss im Osten und der Sakristei an der Südwand des Chors. Auf dem Satteldach des Langhauses steht im Westen ein hölzerner Dachreiter.
Der Innenraum des Langhauses ist mit einem Netzgewölbe überspannt, der des Chors mit einem Sterngewölbe und der der Sakristei mit einem Kreuzrippengewölbe.
Der Altar wurde aus dem aufgelösten Kloster Baumburg übernommen. Er zeigt im Retabel eine Pietà.